# Oborínský luh
Oborínský luh je přírodní rezervace ve správních územích obcí Oborín v okrese Michalovce a Zatín v okrese Trebišov v Košickém kraji na Slovensku. Nachází se na soutoku řek Laborec a Latorica na území chráněné krajinné oblasti Latorica. Předmětem ochrany jsou lužní lesy s výskytem vzácných druhů rostlin.

## Přírodní poměry
Chráněné území s rozlohou 154,85 hektaru bylo vyhlášeno roku 2021. Leží v katastrálních územích Oborín a Zatín v Košickém kraji. Je součástí chráněné krajinné oblasti Latorica a ptačí oblasti Medzibodrožie.

### Flora
Předmětem ochrany jsou vrbovo-topolové a dubovo-jilmovo-jasanové nížinné lužní lesy, pro které jsou typické dlouhotrvající jarní záplavy. K chráněným a ohroženým druhům rostlin v rezervaci patří kopřiva lužní (Urtica kioviensis), bledule letní (Leucojum aestivum), rozrazil dlouholistý (Veronica maritima), luhovnice pozdní (Leucanthemella serotina), kostival bažinný (Symphytum tanaicense) a stulík žlutý (Nuphar lutea). Kostival bažinný na lokalitě vytváří jednu z největších populací na Slovensku.

### Fauna
V rezervaci se vyskytuje řada živočišných druhů evropského a národního významu. Žije v ní roháč obecný (Lucanus cervus), tesařík obrovský (Cerambyx cerdo), šídlo královské (Anax imperator), kobylka kuželohlavá (Ruspolia nitidula), saranče mokřadní (Mecostethus grossus), šídlo červené (Anaciaeschna isosceles), šídlo luční (Brachytron pratense), šídlatka hnědá (Sympecma fusca) a přástevník kostivalový (Euplagia quadripunctaria).
Prostředí lužních lesů je vhodným biotopem pro výskyt obojživelníků, z nichž v rezervaci žije skokan štíhlý (Rana dalmatina), skokan ostronosý (Rana arvalis), skokan zelený (Pelophylax esculentus), kuňka obecná (Bombina bombina), rosnička zelená (Hyla arborea) a ropucha obecná (Bufo bufo). Ostatní obratlovce zastupuje ještěrka obecná (Lacerta agilis), užovka obojková (Natrix natrix), rejsek obecný (Sorex araneus) nebo veverka obecná (Sciurus vulgaris).
Početné je zastoupení ptačích druhů, z nichž k evropsky nebo národně významným druhům patří:
- čáp černý (Ciconia nigra)
- kachna divoká (Anas platyrhynchos)
- včelojed lesní (Pernis apivorus)
- luňák hnědý (Milvus migrans)
- orel mořský (Haliaeetus albicilla)
- jestřáb lesní (Accipiter gentilis)
- káně lesní (Buteo buteo)
- holub hřivnáč (Columba palumbus)
- hrdlička divoká (Streptopelia turtur)
- kukačka obecná (Cuculus canorus)
- puštík obecný (Strix aluco)
- ledňáček říční (Alcedo atthis)
- krutihlav obecný (Jynx torquilla)
- žluna šedá (Picus canus)
- žluna zelená (Picus viridis)
- datel černý (Dryocopus martius)
- strakapoud velký (Dendrocopos major)
- strakapoud prostřední (Dendrocopos medius)
- strakapoud malý (Dendrocopos minor)
- střízlík obecný (Troglodytes troglodytes)
- červenka obecná (Erithacus rubecula)
- slavík tmavý (Luscinia luscinia)
- slavík obecný (Luscinia megarhynchos)
- kos černý (Turdus merula)
- drozd zpěvný (Turdus philomelos)
- cvrčilka říční (Locustella fluviatilis)
- sedmihlásek hajní (Hippolais icterina)
- pěnice vlašská (Sylvia nisoria)
- pěnice pokřovní (Sylvia curruca)
- pěnice hnědokřídlá (Sylvia communis)
- pěnice černohlavá (Sylvia atricapilla)
- budníček lesní (Phylloscopus sibilatrix)
- budníček menší (Phylloscopus collybita)
- lejsek šedý (Muscicapa striata)
- lejsek bělokrký (Ficedula albicollis)
- mlynařík dlouhoocasý (Aegythalos caudatus)
- sýkora modřinka (Cyanistes caeruleus)
- sýkora koňadra (Parus major)
- brhlík lesní (Sitta europaea)
- šoupálek dlouhoprstý (Certhia familiaris)
- šoupálek krátkoprstý (Certhia brachydactyla)
- žluva hajní (Oriolus oriolus)
- ťuhýk obecný (Lanius collurio)
- krkavec velký (Corvus corax)
- špaček obecný (Sturnus vulgaris)
- vrabec polní (Passer montanus)
- pěnkava obecná (Fringila coelebs)
- zvonek zelený (Chloris chloris)
- stehlík obecný (Carduelis carduelis)
- dlask tlustozobý (Coccothraustes coccothraustes)
- strnad obecný (Emberiza citrinella)